# Silène ivre (Van Dyck)
Pour les articles homonymes, voir Silène ivre.
Silène ivre est une peinture à l'huile sur toile réalisée en 1620 par le peintre flamand baroque Antoine van Dyck, et conservée dans la Gemäldegalerie Alte Meister de Dresde.